# Bonavista Bay
De Bonavista Bay is een baai van zo'n 3250 km² in de Canadese provincie Newfoundland en Labrador. De baai bevindt zich in het oosten van het eiland Newfoundland en vormt de noordkust van het schiereiland Bonavista.

## Geschiedenis
In de 19e eeuw ontstonden er vele kleine vissersnederzettingen op eilandjes in de Bonavista Bay. In de jaren 1950 en 1960 werden de meeste van deze nederzettingen hervestigd in het kader van het provinciale hervestigingsbeleid. Een voorbeeld van zo'n voormalige nederzetting is Burnt Island (in de Deer Islands).

## Geografie
De Bonavista Bay wordt in het noorden begrensd door Cape Freels. Van daaruit volgt de baai de rotsachtige kustlijn van Newfoundland naar het zuiden toe. De baai kent er vele lange en smalle zijarmen die diep tot in het binnenland reiken. De grootste hieronder is de zuidelijk gelegen Clode Sound, die 33 km lang en vrijwel nergens meer dan 3 km breed is. Inclusief het in het verlengde daarvan liggende zeegat Chandler Reach is er zelfs sprake van een lengte van 50 km.
Andere voorbeelden zijn de Newman Sound (23 km lang), de Freshwater Bay (17 km lang), de Southern Bay (16 km lang) en de Indian Bay (10 km lang). Daarnaast zijn er enkele gewone zijbaaien zoals de Alexander Bay, de Blackhead Bay en de Hare Bay. De Alexander Bay is een voorbeeld van een zijbaai die op haar beurt nog eens meerdere smalle zijarmen heeft.
Bij Port Blandford, aan het einde van de Clode Sound, bereikt de Bonavista Bay haar meest zuidwestelijke punt. Vanaf daar loopt de kustlijn van de baai opnieuw naar het noordoosten, langsheen het noorden van het schiereiland Bonavista. De kaap van dat schiereiland markeert het punt waarop de baai uitgeeft in de Atlantische Oceaan.

### Eilanden
De baai heeft vele tientallen eilanden, die allen relatief dicht bij de kust gelegen zijn. De grootste eilanden zijn Cottel Island (22,1 km²), Willis Island (16,1 km²), Pitt Sound Island (11,2 km²), Swale Island (10,9 km²) en Lewis Island (10,6 km²). Verschillende eilanden in de baai zijn bewoond. Het betreft naast Cottel Island en Greenspond Island ook enkele kleine eilandjes in de gemeenten Greenspond en New-Wes-Valley.

### Plaatsen
Langsheen de oevers van Bonavista Bay en haar zijarmen zijn naast een groot aantal gemeentevrije gehuchten, ook 21 plaatsen met gemeentestatus (towns) gevestigd. De gemeente Bonavista is met 3.448 inwoners (2016) bij verre de grootste hiervan. De drie andere grootste gemeenten zijn New-Wes-Valley (2.172 inwoners), Glovertown (2.083 inwoners) en Gambo (1.978 inwoners).
De andere gemeenten die aan de kust van Bonavista Bay liggen zijn, van noord naar zuid: Greenspond, Indian Bay, Centreville-Wareham-Trinity, Dover, Hare Bay, St. Brendan's, Traytown, Sandringham, Eastport, Salvage, Sandy Cove, Happy Adventure, Port Blandford, Musgravetown, Keels en King's Cove.
Gemeentevrije plaatsen langsheen de oevers van de baai zijn onder meer Bloomfield, Charlottetown en Duntara.

## Nationaal Park Terra Nova
Een aanzienlijk gedeelte van het centrale kustgebied van de baai is vanwege zijn natuurpracht beschermd. Dit gebied staat bekend als het Nationaal Park Terra Nova en beslaat 399 km², waaronder Swale Island. Het begint in het zuiden aan Clode Sound en omvat in het noorden ook een groot deel van het schiereiland Eastport.

## Galerij

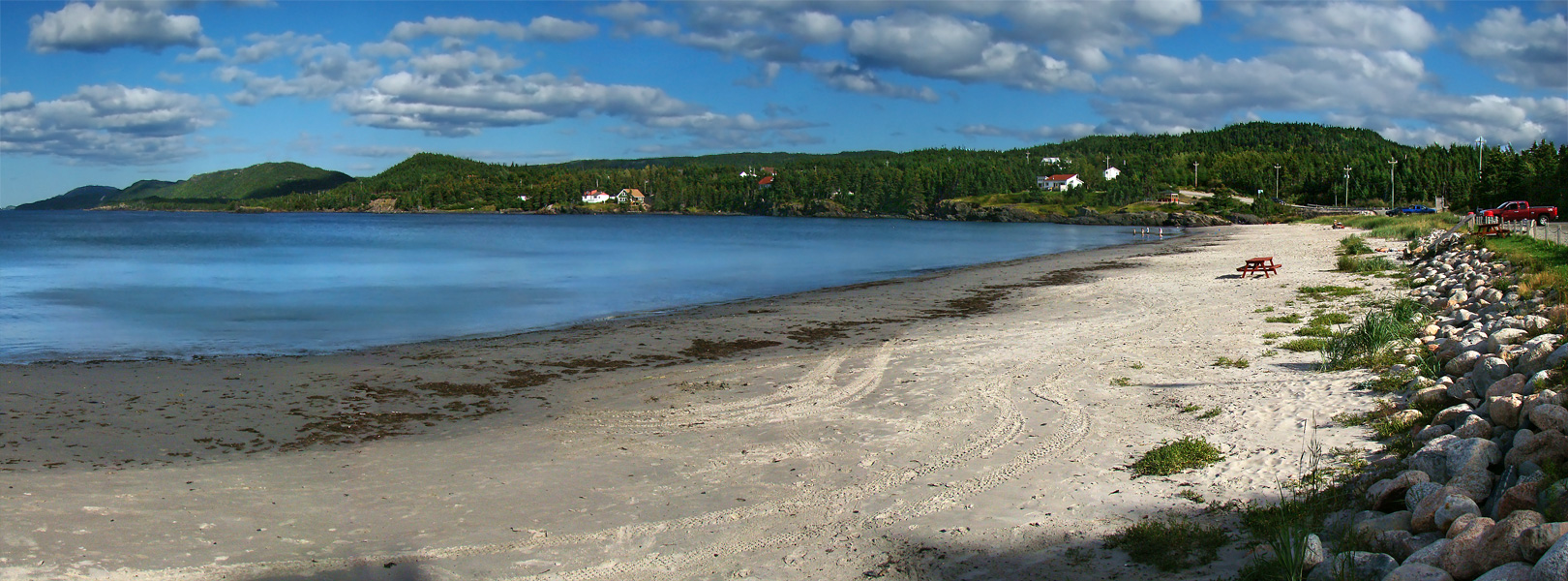
Het strand van Eastport.
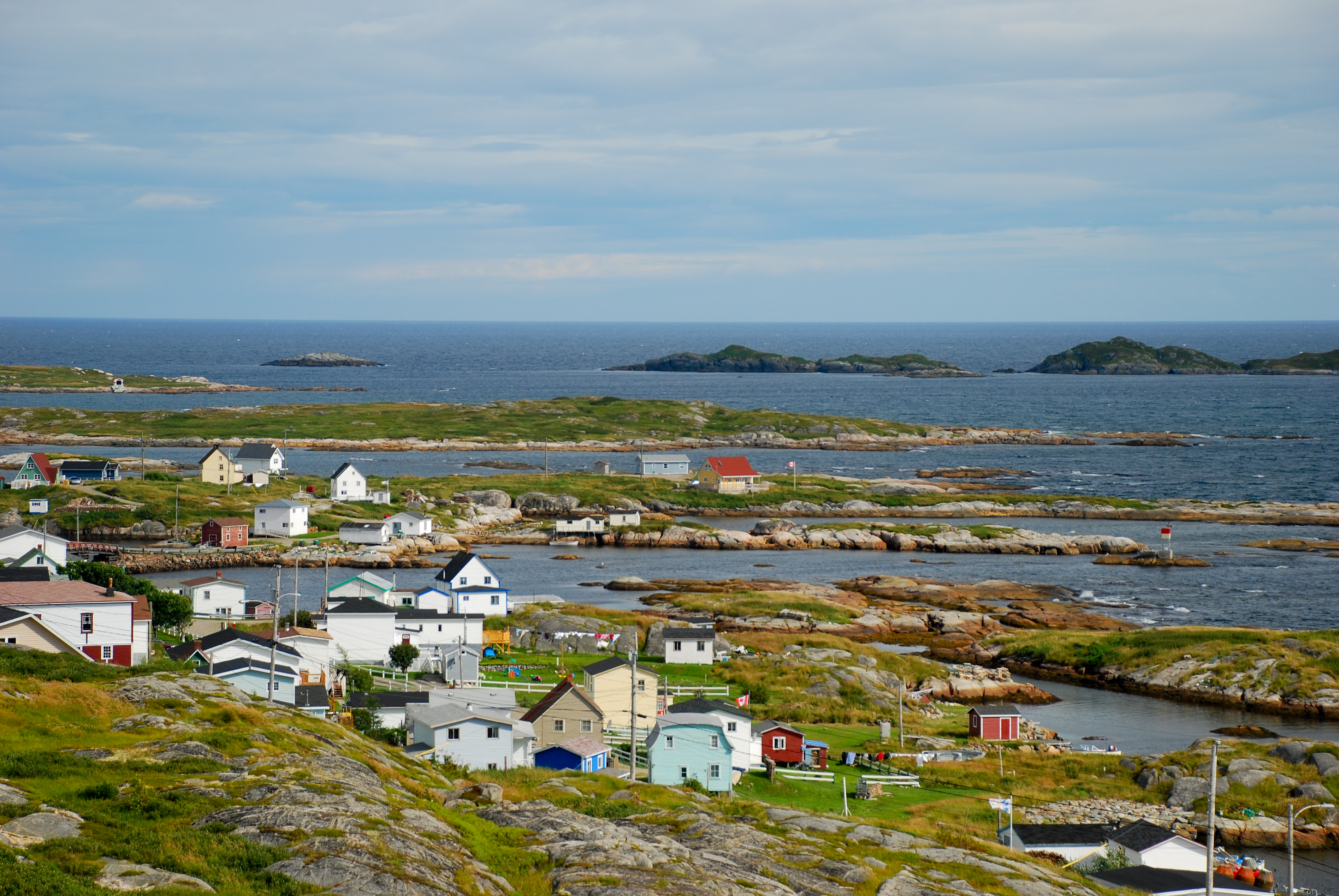
Rotsachtige kust bij het plaatsje Greenspond
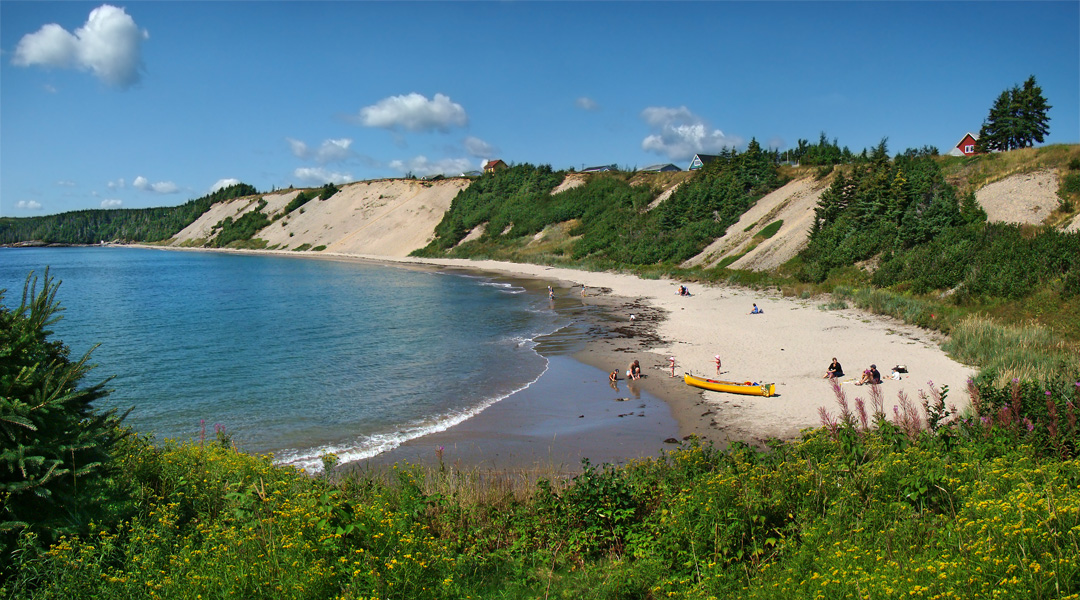
Inham bij de plaats Sandy Cove
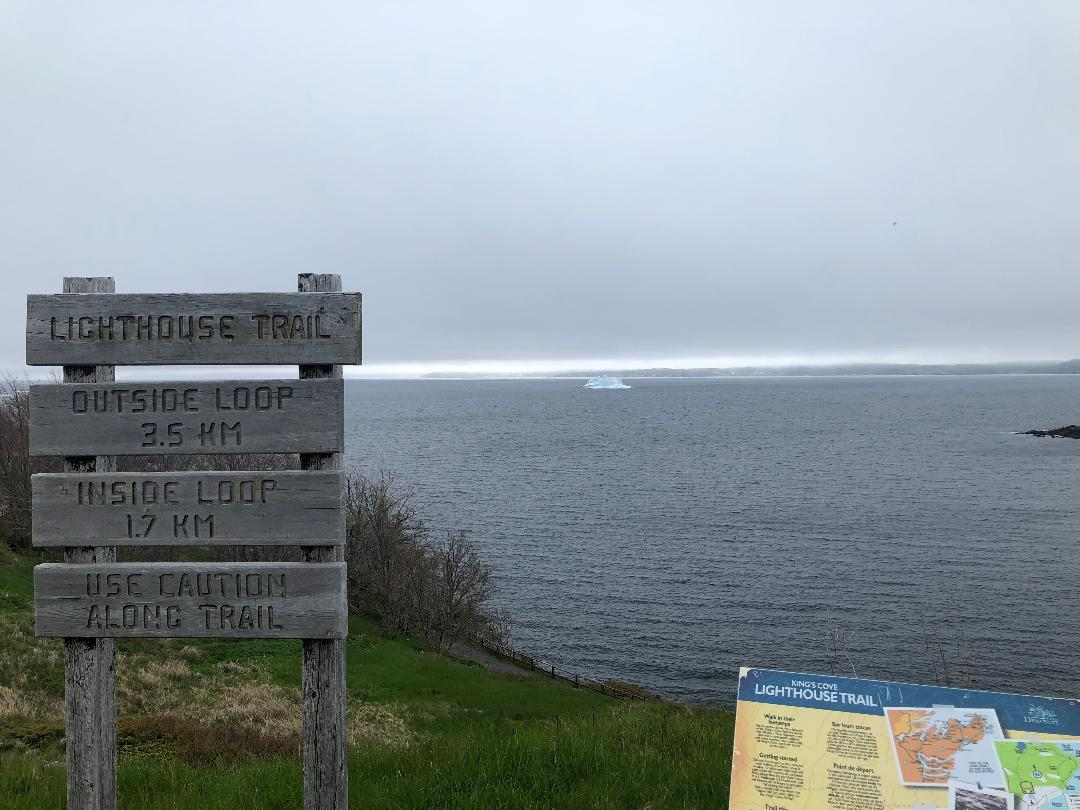
Een ijsberg in de Blackhead Bay, een van de zijbaaien van de Bonavista Bay